# Chambreren
Chambreren is het op kamertemperatuur brengen van rode wijn. Chambre is het Franse woord voor "kamer".
In de centraal verwarmde woningen is de woonkamer veelal te warm. De juiste temperatuur hangt bovendien van het soort wijn af.

## Globale temperatuur
- Rode bordeaux: 17 tot 18 °C
- Bourgogne en Italiaanse wijnen: 15 °C
- Rioja: 13 °C
- Witte wijn of Beaujolais: 10 °C